# Simonbank
Das Gebäude der Simonbank befindet sich am Martin-Luther-Platz 32 im Düsseldorfer Stadtteil Stadtmitte. Es wurde von 1968 bis 1970 nach Entwürfen der Architekten Kraemer, Pfennigs & Sieverts erbaut. Bauherrn waren die Grundstücksversicherung Simon KG und die Gilde-Versicherung.
Bemerkenswert ist hier der stark gegliederte Baukörper, der sich an die Umgebung – Straßenfluchten und Traufhöhe – anpassen musste: „Der Grundriß musste sich an dem vorgegebenen Verlauf von Blumenstraße, Martin-Luther-Platz, sowie der Königsstraße orientieren. Die Höhe richtete sich nach den benachbarten Gebäuden“. So wurde der zweigeschossige Baukörper in Richtung Martin-Luther-Platz und Königsstraße niedrig angelegt, er ist mit braun getönter Verglasung ausgestattet und ruht auf runden, in weitem Abstand gesetzten schmalen Stützen. Darauf wurde ein weiterer, zweigeschossiger Baukörper als Attikageschoss zurückversetzt erbaut. Dieser Baukörper ist mit „bronzefarben anodisierten“ Aluminiumplatten verkleidet und bildet das „beherrschende Gestaltungselement“.
Die Bank selbst bestand als Bankhaus Friedrich Simon KGaA seit 1961 und wurde 1991 mit der Bayerischen Vereinsbank fusioniert. Die ehemalige Bankleitzahl 30020300 gehört heute der Santander Consumer Bank.